# Shai Gilgeous-Alexander
Shaivonte Aician «Shai» Gilgeous-Alexander (Toronto, Ontario, 12 de julio de 1998) es un baloncestista canadiense que pertenece a la plantilla de los Oklahoma City Thunder de la NBA. Con 1,98 metros de estatura, juega en la posición de base.

## Trayectoria deportiva

### Primeros años
Creció en Hamilton (Ontario), donde cursó sus dos primeros años de instituto, para ser transferido posteriormente al Hamilton Heights Christian Academy de Chattanooga (Tennessee), donde en su temporada sénior promedió 18,4 puntos, 4,4 rebotes y 4 asistencias por partido. Ese año participó además en el Nike Hoop Summit, donde anotó 11 puntos.

### Universidad
Jugó una temporada con los Wildcats de la Universidad de Kentucky, en la que promedió 14,4 puntos, 4,1 rebotes, 4,1 asistencias y 1,6 robos de balón por partido. Fue incluido en el segundo mejor quinteto de la Southeastern Conference y en el mejor quinteto freshman.

#### Estadísticas
| Año     | Equipo   | PJ | PT | MPP  | %TC  | %3P  | %TL  | RPP | APP | ROB | TPP | PPP  |
| ------- | -------- | -- | -- | ---- | ---- | ---- | ---- | --- | --- | --- | --- | ---- |
| 2017–18 | Kentucky | 37 | 24 | 33.7 | .485 | .404 | .817 | 4.1 | 5.1 | 1.6 | .5  | 14.4 |

### Profesional

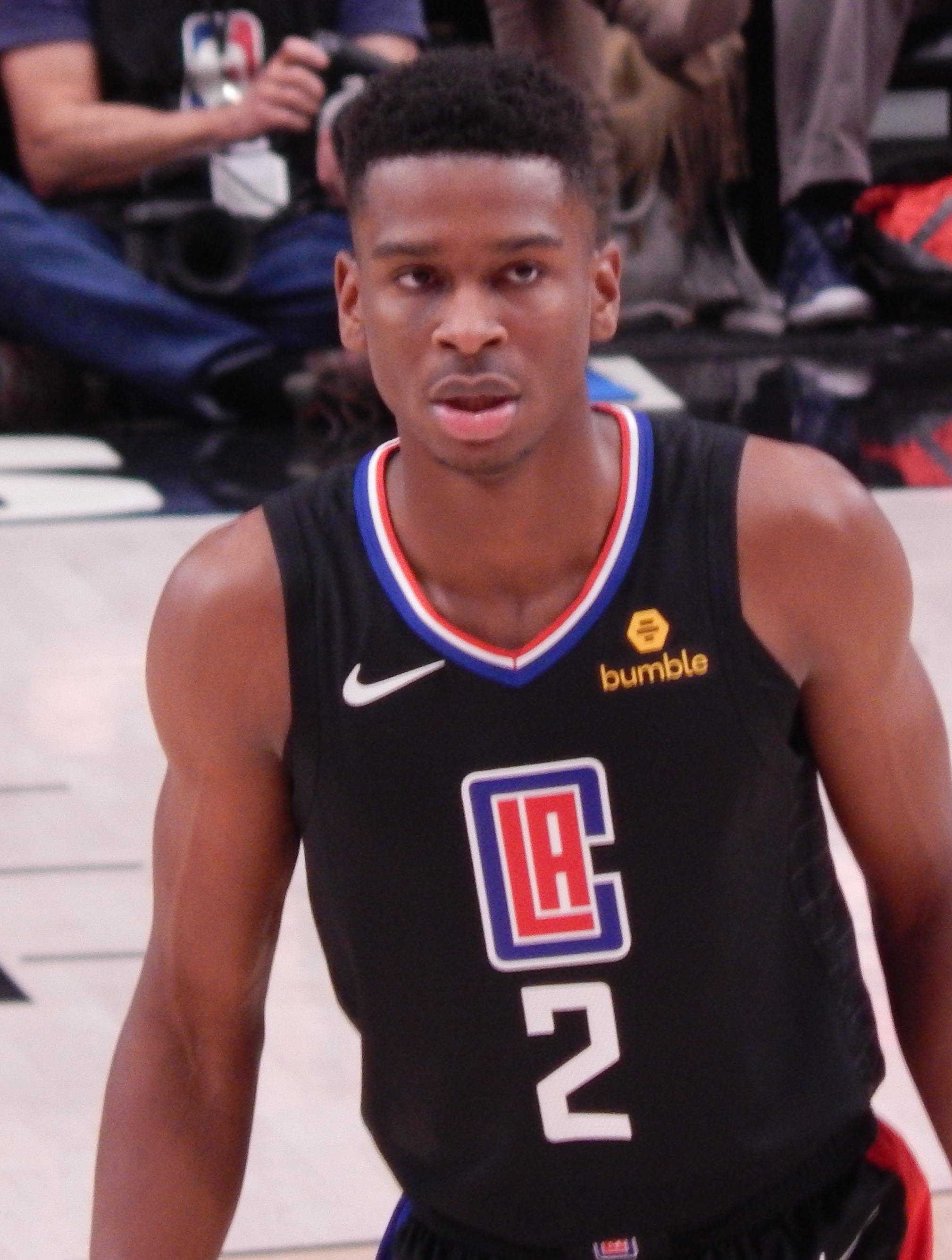
Gilgeous-Alexander con Los Angeles Clippers en 2018.

Fue elegido en la undécima posición del Draft de la NBA de 2018 por Charlotte Hornets, pero fue traspasado esa misma noche a Los Angeles Clippers.
Tras una temporada con los Clippers, el 6 de julio de 2019 es traspasado, junto a Danilo Gallinari y cinco futuras primeras rondas del draft, una de ellas protegida, a Oklahoma City Thunder, a cambio de Paul George.
Durante su segundo año con los Thunder, el 24 de febrero de 2021, ante San Antonio Spurs anota 42 puntos.
El 3 de agosto de 2021, acuerda una extensión de contrato con los Thunder por $172 millones y 5 años.
Durante su tercera temporada en Oklahoma, cuarta como profesional, y ya como líder del equipo, el 18 de diciembre de 2021, anota una canasta sobre la bocina para vencer a su exequipo Los Angeles Clippers. El 22 de diciembre, ante Denver Nuggets, registra el segundo triple-doble de su carrera, con 27 puntos, 12 asistencias y 11 rebotes.
Al comienzo de su cuarta temporada con los Thunder, el 16 de noviembre de 2022 ante New York Knicks, anota 42, igualando su récord personal, y logra la canasta ganadora. El 19 de diciembre ante Portland Trail Blazers anota 35 puntos incluyendo la canasta ganadora sobre la bocina. El 23 de diciembre ante New Orleans Pelicans consigue su mejor anotación con 44 puntos. El 2 de febrero de 2023 se anunció su participación en el All-Star Game de Salt Lake City, siendo la primera nominación de su carrera. El 4 de febrero anota 42 puntos ante Houston Rockets. El 10 de febrero ante Portland Trail Blazers iguala su mejor anotación con 44 puntos. El 19 de marzo, anota 40 puntos ante Phoenix Suns. Al término de la temporada regular fue incluido en el mejor quinteto de la NBA.
Durante su quinto año en Oklahoma, el 8 de noviembre de 2023 ante Cleveland Cavaliers, anota 43 puntos. El 18 de noviembre anota 40 puntos ante Golden State Warriors, y otros 40 el 22 de noviembre ante Chicago Bulls. El 14 de diciembre anota 43 puntos ante Sacramento Kings. El 29 de diciembre anota 40 puntos ante Denver Nuggets. Fue nombrado jugador del mes de diciembre de la conferencia Oeste. El 25 de enero de 2024 fue elegido como titular para el All-Star Game, siendo la segunda elección de su carrera. El 9 de abril anota 40 puntos ante Sacramento Kings.
Al comienzo de su sexta temporada con los Thunder, el 11 de noviembre de 2024 ante Los Angeles Clippers, consigue 45 puntos, la mejor anotación de su carrera, hasta ese momento. Fue nombrado jugador del mes de octubre-noviembre de la conferencia Oeste. El 23 de diciembre anotó 41 puntos ante Washington Wizards. El 26 de diciembre iguala su mejor marca con 45 puntos ante Indiana Pacers. El 31 de diciembre consigue 40 puntos ante Minnesota Timberwolves. Fue nombrado jugador del mes de diciembre de la conferencia Oeste. El 16 de enero de 2025 anota 40 puntos ante Cleveland Cavaliers. El 22 de enero consigue su mejor anotación con 54 puntos ante Utah Jazz. A finales de enero de 2025 se anunció su participación en el All-Star Game, siendo la tercera nominación de su carrera. El 29 de enero anota 52 puntos ante Golden State Warriors. El 5 de febrero consigue 50 puntos ante Phoenix Suns. El 3 de marzo 51 puntos ante Houston Rockets. El 5 de marzo anota 41 puntos ante Memphis Grizzlies. El 9 de marzo alcanza los 40 puntos ante Denver Nuggets. El 15 de marzo anota 48 puntos ante Detroit Pistons. Fue elegido Jugador del Mes de marzo de la Conferencia Oeste. El 8 de abril consigue 42 puntos ante Los Angeles Lakers. Terminó la temporada regular siendo el líder de anotación con 32,7 por encuentro. El 21 de mayo le fue otorgado el MVP de la temporada, siendo su primer galardón y el segundo de un canadiense desde Steve Nash en 2005. El 26 de mayo, en el cuarto encuentro de finales de conferencia ante Minnesota Timberwolves anota 40 puntos y reparte 10 asistencias. Dos días después es elegido MVP de las Finales de la Conferencia Oeste. El 22 de junio de 2025 se proclamó campeón de la NBA por primera vez en su carrera tras vencer a Indiana Pacers en la Final de la NBA (4-3), donde además fue nombrado MVP de las finales. Días después, el 1 de julio, acuerda una extensión de contrato con los Thunder por cuatro temporadas y $285 millones.

### Selección nacional
Gilgeous-Alexander fue parte del combinado nacional de Canadá Sub-18 que obtuvo la medalla de plata en el Campeonato FIBA Américas Sub-18 de 2016 disputado en Valdivia, Chile.
Durante agosto y septiembre de 2023 fue integrante de la selección de Canadá que participó en el Mundial de 2023 celebrado en Asia, y que consiguió el bronce, tras vencer a Estados Unidos en la final de consolación. Donde además fue incluido en el mejor quinteto.
Entre julio y agosto de 2024 fue parte de la selección absoluta de Canadá, que disputó los Juegos Olímpicos de París, finalizando en quinta posición.

## Estadísticas de su carrera en la NBA
|  | Líder de la liga                                             |
|  | Denota temporadas en las que su equipo fue Campeón de la NBA |

### Temporada regular
| Año      | Equipo        | PJ  | PT  | MPP  | %TC  | %3P  | %TL  | RPP | APP | ROB | TPP | PPP  |
| -------- | ------------- | --- | --- | ---- | ---- | ---- | ---- | --- | --- | --- | --- | ---- |
| 2018-19  | L.A. Clippers | 82  | 73  | 26.5 | .476 | .367 | .800 | 2.8 | 3.3 | 1.2 | .5  | 10.8 |
| 2019-20  | Oklahoma City | 70  | 70  | 34.7 | .471 | .347 | .807 | 5.9 | 3.3 | 1.1 | .7  | 19.0 |
| 2020-21  | Oklahoma City | 35  | 35  | 33.7 | .508 | .418 | .808 | 4.7 | 5.9 | .8  | .7  | 23.7 |
| 2021-22  | Oklahoma City | 56  | 56  | 34.7 | .453 | .300 | .810 | 5.0 | 5.9 | 1.3 | .8  | 24.5 |
| 2022-23  | Oklahoma City | 68  | 68  | 35.5 | .510 | .345 | .905 | 4.8 | 5.5 | 1.6 | 1.0 | 31.4 |
| 2023-24  | Oklahoma City | 75  | 75  | 34.0 | .535 | .353 | .874 | 5.5 | 6.2 | 2.0 | .9  | 30.1 |
| 2024-25  | Oklahoma City | 76  | 76  | 34.2 | .519 | .375 | .898 | 5.0 | 6.4 | 1.7 | 1.0 | 32.7 |
| Total    | Total         | 462 | 453 | 33.1 | .501 | .355 | .862 | 4.8 | 5.1 | 1.4 | .8  | 24.4 |
| All-Star | All-Star      | 3   | 2   | 16.9 | .733 | .688 | .500 | 3.0 | 4.7 | .3  | .3  | 18.7 |

### Playoffs
| Año   | Equipo        | PJ | PT | MPP  | %TC  | %3P  | %TL  | RPP | APP | ROB | TPP | PPP  |
| ----- | ------------- | -- | -- | ---- | ---- | ---- | ---- | --- | --- | --- | --- | ---- |
| 2019  | L.A. Clippers | 6  | 6  | 28.8 | .467 | .500 | .850 | 2.7 | 3.2 | 1.0 | .8  | 13.7 |
| 2020  | Oklahoma City | 7  | 7  | 39.9 | .433 | .400 | .957 | 5.3 | 4.1 | 1.0 | .4  | 16.3 |
| 2024  | Oklahoma City | 10 | 10 | 39.9 | .496 | .432 | .790 | 7.2 | 6.4 | 1.3 | 1.7 | 30.2 |
| 2025  | Oklahoma City | 23 | 23 | 37.0 | .462 | .283 | .876 | 5.3 | 6.5 | 1.7 | .9  | 29.9 |
| Total | Total         | 46 | 46 | 37.0 | .468 | .350 | .859 | 5.4 | 5.7 | 1.4 | 1.0 | 25.8 |

## Vida personal
Es primo del también jugador profesional, Nickeil Alexander-Walker. Su padre, Vaughn, es hermano de la madre de Nickeil, Nicole.